# Colleretto Giacosa
Colleretto Giacosa is een gemeente in de Italiaanse provincie Turijn (regio Piëmont) en telt 624 inwoners (31-12-2004). De oppervlakte bedraagt 4,6 km², de bevolkingsdichtheid is 136 inwoners per km².

## Demografie
Colleretto Giacosa telt ongeveer 282 huishoudens. Het aantal inwoners steeg in de periode 1991-2001 met 9,6% volgens cijfers uit de tienjaarlijkse volkstellingen van ISTAT.
| Jaar | Inwoneraantal |
| ---- | ------------- |
| 1991 | 572           |
| 2001 | 627           |

## Geografie
Colleretto Giacosa grenst aan de volgende gemeenten: Samone, Loranzè, Pavone Canavese, Parella, San Martino Canavese.
1. ↑  https://demo.istat.it/?l=it.